# 麻廷燦
麻廷燦，江西廬陵人，清朝政治人物。貢生出身。
乾隆三十二年出任澄邁縣知縣。乾隆四十一年，接替韩运鸿。擔任江蘇宜興縣知縣。后由王应中接任。